# Рахлин, Леопольд Матвеевич
Леопо́льд Матве́евич Ра́хлин (14 января 1898, Саратов — 11 апреля 1994, Казань) ― советский врач, учёный-медик (терапевт и кардиолог), доктор медицинских наук (1927), профессор (1938), Заслуженный деятель науки Татарской АССР (1950), Заслуженный деятель науки РСФСР (1969). Один из инициаторов по внедрению электрокардиографии в СССР.

## Биография
Родился 14 января 1898 года в Саратове, Российская империя, в семье банковского служащего Мордуха Абрамовича Рахлина (?—1944). Выпускник Второй мужской саратовской гимназии (1916).
В 1922 году окончил медицинский факультет Казанского университета, где его учителями были профессора Александр Лурия, Александр Самойлов и Семён Зимницкий.
Получив диплом, начал работать в Казанском государственном институте для усовершенствования врачей (ГИДУВ). С 1930 по 1935 год был начальником медико-санитарной части НКВД Татарской АССР. В 1934 году был включен в экспедицию по спасению «челюскинцев». Рахлин стал организатором кафедры терапии № 2 Казанского отделения железнодорожной больницы и её заведующим (1936—1956).
Во время Великой Отечественной войны в марте 1942 года добровольно пошёл в Красную армию, был военным врачом в 19-й армии Карельского фронта, затем в 14-й армии, участвовавшую в обороне Заполярья. В 1945—1946 годах служил главным терапевтом в Казанском военном округе. Подполковник медицинской службы.
После демобилизации, с 1946 по 1953 год работал заведующим кафедрой терапии № 2, с 1953 по 1974 год — терапии № 1. В 1971 году начал работать консультантом специальной больницы Казанского городского отдела здравоохранения, трудился в этой должности до 1985 года.
Рахлин написал труды по нарушению обмена веществ и по электрокардиографии. Является одним из инициаторов по внедрению электрокардиографии в СССР и создателем первой в Поволжье электрокардиографической лаборатории при клинике внутренних болезней Казанского ГИДУВа в 1934 году.
Умер 11 апреля 1994 года в Казани.

## Семья
- Сестра — Анна Матвеевна (Мордуховна) Рахлин (1896 — после 1979), выпускница юридического факультета Казанского университета, заместитель управляющего Московского Центрального архива Октябрьской революции в Староваганьковском переулке, дом № 8 (где и жила)[4][5][6].
- Двоюродный брат — Илья Данилович Россман (1895—1975), комбриг, начальник Московского и Киевского артиллерийских училищ.
- Сын- Рахлин Борис Леопольдович
- Дочь- Рахлина Лилия(Рашель) Леопольдовна

## Известные адреса
- Казань, улица Лесгафта, 18.[7]

## Награды и звания
- Орден Отечественной войны II степени
- Орден Красной Звезды
- Орден Трудового Красного Знамени
- Орден «Знак Почёта»
- медали
- Заслуженный деятель науки Татарской АССР (1950)
- Заслуженный деятель науки РСФСР (1969)[1]